# Gaston Seigner
Gaston Seigner (n. 22 aprilie 1878, Moulins, Auvergne, Franța – d. 26 aprilie 1918, Loker⁠(d), Flandra, Belgia) a fost un sportiv ce a reprezentat Franța, medaliat olimpic. A participat la o ediție a Jocurilor Olimpice (1912) în care a câștigat o medalie de argint.

## Participări
Lista de mai jos prezintă principalele competiții la care a participat Gaston Seigner de-a lungul carierei.
- equestrian at the 1912 Summer Olympics – team jumping[*]